# Rollend materieel van London Underground

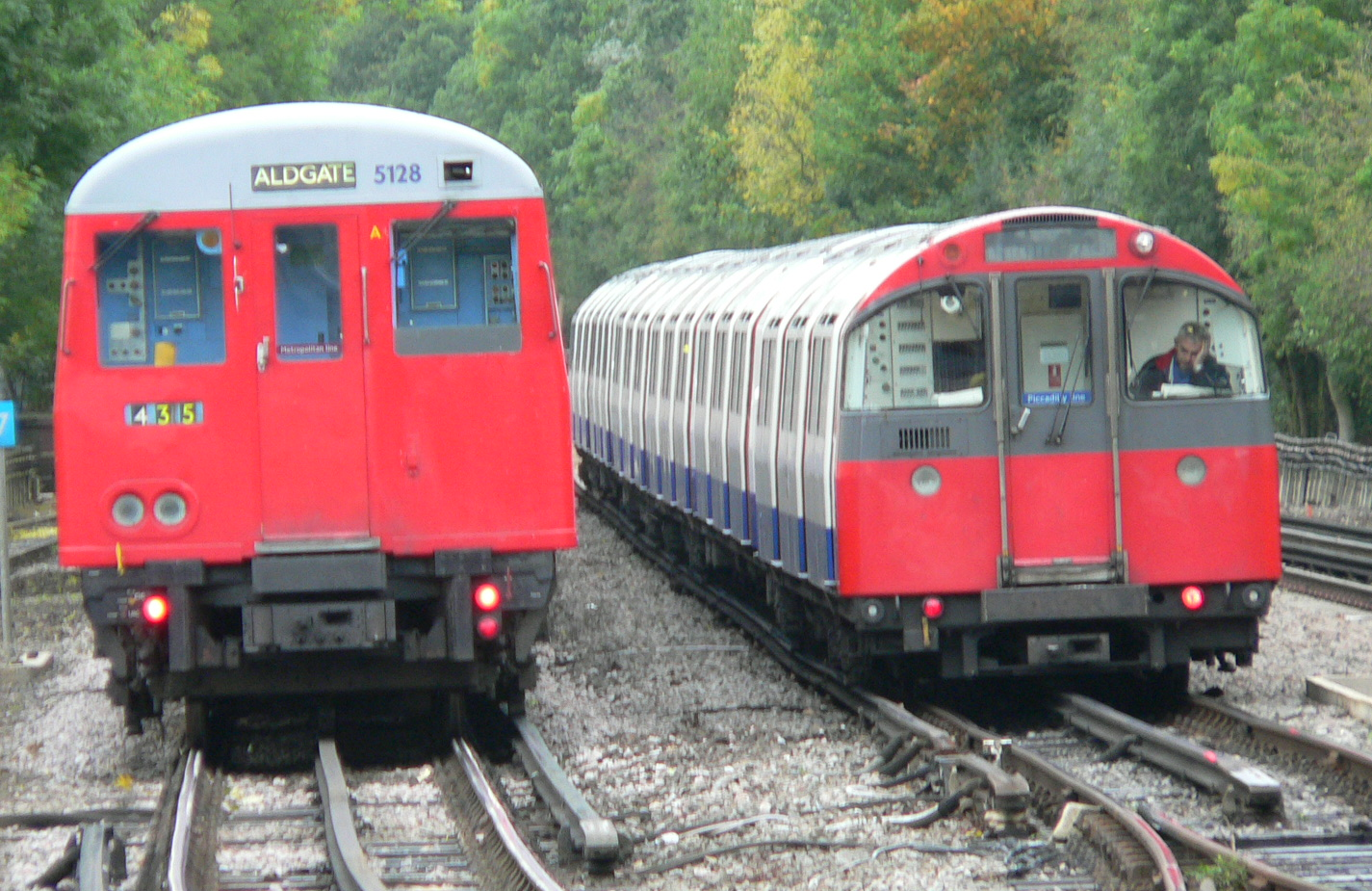
In de metro van Londen zijn er twee soorten metrostellen: grotere sub-surface treinstellen en kleinere deep-level metrostellen. Een Metropolitan Line A Stock metrostel (links) passeert een Piccadilly Line 1973 Stock metrostel (rechts) in de omgeving van Rayners Lane.

De geschiedenis van het materieel in de metro van Londen is even complex als de geschiedenis van het netwerk zelf. Een grote variëteit aan metrostellen is gebruikt geweest, in de vroegste dagen van zijn bestaan werden er stoomlocomotieven met losse wagens gebruikt, vandaag de dag worden er elektrische treinstellen gebruikt. De verschillende types zijn hieronder samengevat.

## Elektrische treinstellen
Het rollend materieel van de Londense metro bestaat sinds 1961 uitsluitend uit elektrische treinstellen. Er zijn twee formaten treinstellen; de kleine treinstellen voor de deep level lijnen, die in een tunnel met een doorsnede van 3,56 m passen en de grotere sub-surface materieel dat ongeveer de zelfde afmetingen heeft als normaal Engels spoorwegmaterieel. Het gehele Londense metronet is geëlektrificeerd met een 3e en 4e rail waarop een spanning van 630 V DC staat. Het materieel dat op de Elizabeth Line rijdt heeft normale Engelse spoorafmetingen, en haalt de benodigde elektrische stroom uit de bovenleiding met een spanning van 25 kV / 50 Hz.
De treinen hebben een vaste lengte, alleen  in een werkplaats kunnen ze voor onderhoudsdoeleinden gesplitst worden in kleinere eenheden. Ze hebben meestal geen doorloopmogelijkheid tussen de rijtuigen. Er is wel een nooddeur in de kopwanden, want in de diepgelegen tunnels is geen ruimte om reizigers via de zijdeuren te evacueren. Evacuatie moet dus altijd via de kopdeur in cabine. De S Stock heeft als eerste materieeltype wel een doorloopmogelijkheid door de hele trein, en dit zal ook in nieuw aan te schaffen deep-level treinen het geval zijn.
Aanvankelijk werden de deuren van de treinen door speciaal daarvoor aangesteld personeel met de hand gesloten. Met de komst van nieuw materieel in de jaren 1920 kon een guard alle deuren van de hele trein centraal bediend sluiten. Hij stond op een plaats waar de hele trein te overzien was. Op den duur kregen de treinen OPO (One Person Operation) en werden de deuren door de bestuurder gesloten met behulp van camera's op het perron en tv-schermen in de cabine. Op een aantal lijnen wordt ook gebruikgemaakt van een platform assistant, die helpt met het overzien van de sluitende deuren. In 2000 verdween de laatste guard. Op sommige lijnen wordt automatisch gereden, daar functioneert de bestuurder weer als guard want het enige wat hij of zij doet is het sluitcommando voor de deuren geven, de trein rijdt vervolgens automatisch naar het volgende station. Dit wordt ATO (Automatic Train Operation) genoemd. Een stap verder is de volledig automatische trein, zonder bestuurder dus. Als het aan de directie van Transport for London ligt, worden nieuw aan te schaffen treinstellen (project New Tube for London) volledig automatisch gereden, maar de vakbonden vinden dit niet zo'n goed idee. Volautomatisch rijden is noodzakelijk om de treinfrequentie verder te kunnen verhogen.
Vanaf de 1956 Tube Stock zijn alle treinstellen van aluminium gemaakt, waardoor ze lichter in gewicht zijn dan de stalen treinstellen die tot dan toe werden gebouwd. Een ander voordeel van aluminium is dat de rijtuigen niet hoeven te worden geschilderd, want blank aluminium is bestand tegen corrosie. Toen vanaf de jaren 1980 steeds meer treinen slachtoffer van graffiti werden, bleek dat de verf moeilijk te verwijderen was van blank aluminium. Sindsdien werden de treinen bij groot onderhoud van een verflaag voorzien, in de rood-wit-blauwe huisstijlkleuren van de London Underground.
Bij nieuw materieel ligt de focus op zo veel mogelijk staanplaatsen, omdat de metro steeds drukker wordt en men staan in de trein niet zo bezwaarlijk acht voor de vaak korte trajecten (uitgezonderd de Metropolitan line, daar hebben de treinstellen wat meer zitplaatsen). Ook het snel in- en uitstappen is belangrijk, dus veel en grote deuren. Sinds 1999 zijn er nieuwe eisen van kracht voor de toegankelijkheid voor mensen met een beperking, waar nieuw aan te schaffen materieel aan moet voldoen. Nieuw te bestellen materieel is met ingang van de S Stock geschikt voor zowel 630 als 750 volt. Te zijner tijd wordt de voedingsspanning verhoogd naar 750 V waardoor er meer vermogen beschikbaar is voor de treinen.
Materieelseries voor de sub-surface lijnen worden aangeduid met een letter (bijvoorbeeld S Stock), die voor de deep level lijnen met het jaartal van bestelling (bijvoorbeeld 2009 Stock).

### Huidig materieel
| Lijn                    | Treintype  | Afbeelding | In dienst            | Opgefrist    | Wagens | Lengte  | Vervanger       | Uit dienst        |
| ----------------------- | ---------- | ---------- | -------------------- | ------------ | ------ | ------- | --------------- | ----------------- |
| Bakerloo Line           | 1972 Stock |            | 1972                 | 2016-2020    | 7      | 114 m   | NTfL            | midden jaren 2020 |
| Central Line            | 1992 Stock |            | 1993–1995            | 2011-2012    | 8      | 133 m   | NTfL            | midden jaren 2020 |
| Circle Line             | S7 Stock   |            | 2013-2014            | Niet gepland | 7      | 117,5 m | Nog niet bekend | Nog niet bekend   |
| District Line           | S7 Stock   |            | 2013-2017            | Niet gepland | 7      | 117,5 m | Nog niet bekend | Nog niet bekend   |
| Hammersmith & City Line | S7 Stock   |            | 2012-2014            | Niet gepland | 7      | 117,5 m | Nog niet bekend | Nog niet bekend   |
| Jubilee Line            | 1996 Stock |            | 1997–1998, 2005-2006 | Niet gepland | 7      | 126 m   | Nog niet bekend | Nog niet bekend   |
| Metropolitan Line       | S8 Stock   |            | 2010-2012            | Niet gepland | 8      | 134 m   | Nog niet bekend | Nog niet bekend   |
| Northern Line           | 1995 Stock |            | 1998–2001            | 2013-2015    | 6      | 108 m   | Nog niet bekend | Nog niet bekend   |
| Piccadilly Line         | 1973 Stock |            | 1975-1977            | 1996–2001    | 6      | 108 m   | NTfL            | vanaf 2023        |
| Victoria Line           | 2009 Stock |            | 2009-2011            | Niet gepland | 8      | 133 m   | Nog niet bekend | Nog niet bekend   |
| Waterloo & City Line    | 1992 Stock |            | 1993                 | 2006         | 4      | 66,5 m  | NTfL            | midden jaren 2020 |

### Afgevoerd materieel
Het materieel in deze tabel is buiten dienst gesteld. Het overzicht is niet volledig. Enkele materieeltypes hebben op meerdere lijnen gereden. Sommige treinstellen of losse rijtuigen zijn bewaard gebleven in het London Transport Museum of bij andere instanties.
| Lijn                                  | Treintype              | Afbeelding | In dienst | Wagens   | Opfris     | Vervanger  | Uit dienst |
| ------------------------------------- | ---------------------- | ---------- | --------- | -------- | ---------- | ---------- | ---------- |
| Bakerloo Line                         | 1938 Stock             |            | 1938      | 7        | jaren 1980 | 1972 Stock | 1988       |
| Central Line                          | 1962 Stock             |            | 1962      | 8        |            | 1992 Stock | 1999       |
| Circle Line                           | C Stock                |            | 1968      | 6        | 1990–1994  | S7 Stock   | 2014       |
| District Line Hoofdlijn               | D Stock                |            | 1980–1983 | 6        | 2004–2008  | S7 Stock   | 2017       |
| District Line Edgware Road– Wimbledon | C Stock                |            | 1969      | 6        | 1990–1994  | S7 Stock   | 2014       |
| Hammersmith & City Line               | C Stock                |            | 1969      | 6        | 1990–1994  | S7 Stock   | 2014       |
| Jubilee Line                          | 1983 Stock             |            | 1984      | 6        | nooit      | 1996 Stock | 1998       |
| Metropolitan Line                     | A Stock                |            | 1959-1963 | 8        | 1994-1998  | S8 Stock   | 2010-2016  |
| Northern Line                         | 1959 Stock             |            | 1959      | 7        | jaren 1990 | 1995 Stock | 2000       |
| Piccadilly Line                       | 1956 Stock             |            | 1957      | 7        |            | 1973 Stock | 1995       |
| Victoria Line                         | 1967 Stock             |            | 1968      | 8        | 1989-1995  | 2009 Stock | 2011       |
| Waterloo & City Line                  | British Rail Class 487 |            | 1940      | variabel |            | 1992 Stock | 1993       |